# Thecla barba
Thecla barba är en fjärilsart som beskrevs av Druce 1907. Thecla barba ingår i släktet Thecla och familjen juvelvingar. Inga underarter finns listade i Catalogue of Life.